# أرصاد الطقس السطحي

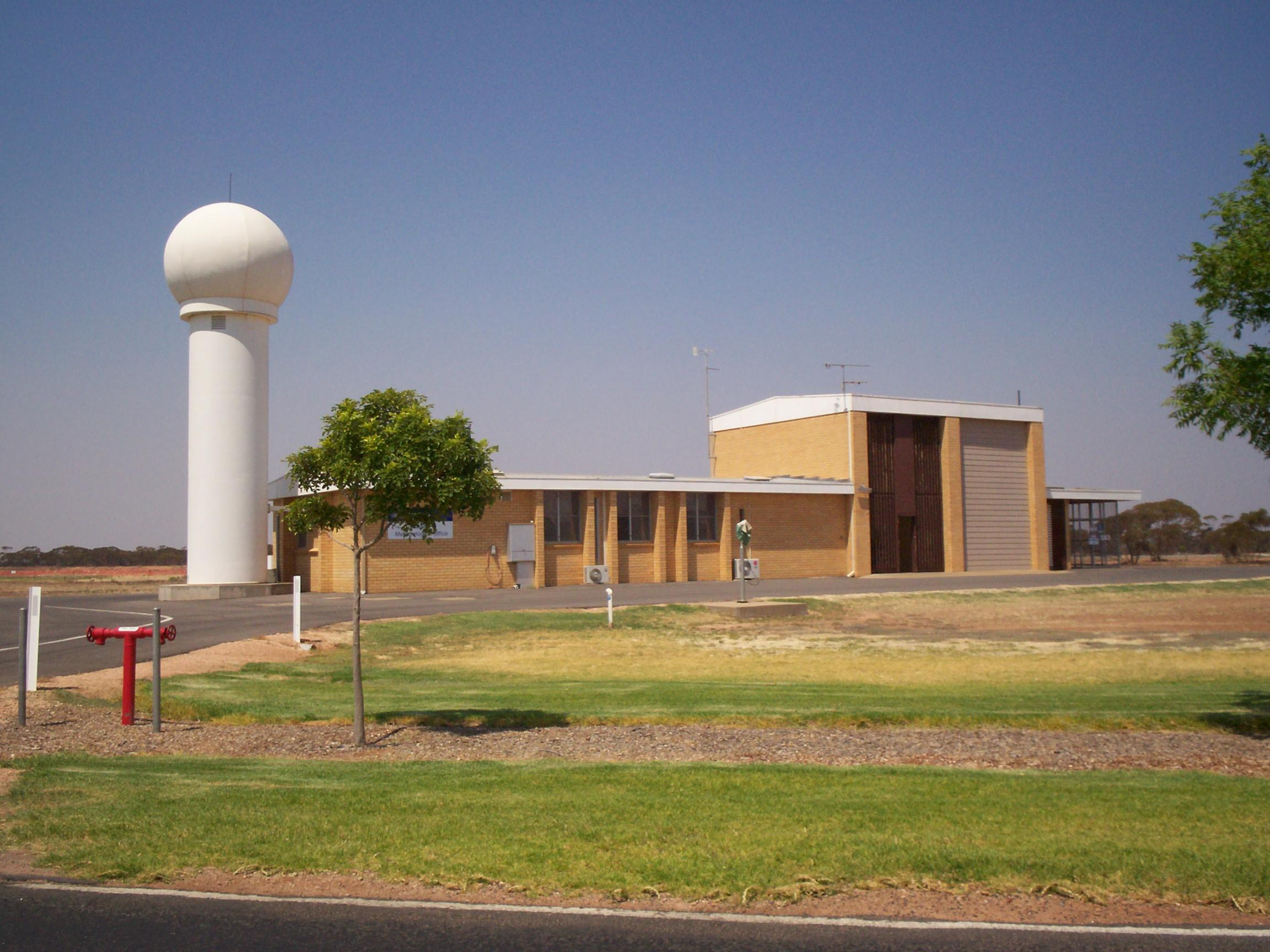
محطة الطقس بمطار ميلدورا ، فيكتوريا ، أستراليا

أرصاد الطقس السطحي هي بيانات أساسية تستخدم من أجل السلامة، بالإضافة إلى الأسباب المناخية للتنبؤ بالطقس وإصدار الإنذارات في جميع أنحاء العالم. يمكن أن يتم اتخاذها يدويا، من قبل مراقب الطقس، عن طريق الكمبيوتر من خلال استخدام محطات الأرصاد الجوية الآلية، أو في نظام هجين باستخدام مراقب الطقس لزيادة محطة الطقس الآلية بطريقة أخرى. منظمة الطيران المدني الدولي للمعيار الدولي للغلاف الجوي والتي تعرف ب (ISA)، هي نموذج معدل تغير الضغط ودرجة الحرارة والكثافة واللزوجة مع ارتفاع الغلاف الجوي للأرض، ويستخدم ليقلل من ضغط المحطة بالنسبة لضغط مستوى سطح البحر.أرصاد المطار يمكن أن تنتقل في جميع أنحاء العالم من خلال استخدام رمز مراقبة (METAR). محطات الطقس الشخصية تقوم بأخذ الملاحظات الآلية التي يمكن أن تنقل البيانات الخاصة بهم إلى شبكة (ميسو) بالولايات المتحدة الأمريكية من خلال برنامج مراقبة الطقس الوطني (CWOP)، ومكتب الأرصاد الجوية في المملكة المتحدة من خلال موقعهم الخاص بملاحظات الطقس على الانترنت (WOW)، أو دوليا من خلال موقع على شبكة إنترنت الطقس الموجودة تحت الأرض في (المترو). تستخدم تقليديا أرصاد الطقس ذات متوسط ثلاثين عاما لتحديد مناخ محطة لموقع ما.

## المطارات
جرت العادة على أخذ أرصاد الطقس السطحي في المطارات بسبب مخاوف تتعلق بالسلامة أثناء الإقلاع والهبوط.(ICAO) تعني منظمة الطيران المدني الدولي لمستوى الغلاف الجوي الدولي (المعروف أيضا باسم ICAO لمستوي الغلاف الجوي)، حيث أن تلك المنظمة هي نموذج لمعيار التباين في الضغط ودرجة الحرارة والكثافة واللزوجة مع ارتفاع / علو الغلاف الجوي للأرض. وهذا مفيد في معايرة أدوات وتصميم الطائرات، ويستخدم لتخفيف ضغط محطة بالنسبة لضغط مستوى سطح البحر (SLP) حيث يمكن استخدامها بعد ذلك على خرائط الطقس.
في الولايات المتحدة، القوات المسلحة الأنغولية تنص على أخذ أرصاد الطقس في مطارات أكبر لأسباب تتعلق بالسلامة. للمساعدة في تسهيل شراء محطة طقس مطار آلي، مثل ASOS القوات المسلحة الأنغولية تسمح بالدولارات الفيديرالية لاستخدامها لتركيب محطات الأرصاد الجوية المعتمدة في المطارات. ثم تنتقل أرصاد المطار حول العالم باستخدام رمز مراقبة METAR.عادة ما تأتي تقاريرMETAR من المطارات أو محطات مراقبة الطقس الدائمة. يتم إنشاء التقارير مرة واحدة في الساعة. ومع ذلك، إذا تغيرت الظروف بشكل كبير، سيمكن تحديثها في تقارير خاصة تسمى SPECIs.

## البيانات المُعلنة
يمكن لأرصاد الطقس السطحي أن تشمل العناصر التالية:
- المحطة المعروفة، أو الموقع المعرف، يتكون من أربعة أحرف لأرصاد (METAR)،[9] مع الأولى تمثل منطقة العالم التي تقع المحطة ضمنه. على سبيل المثال، الحرف الأول للمناطق في المحيط الهادئ وحوله هو P، ولأوروبا E الحرف الثاني قد يمثل البلد / الدولة الموقع الذي يقع ضمنهم. لهاواي، أول حرفين هما "PH"، بالنسبة لبريطانيا العظمى، أول حرفين من المحطة المعرفة هما "EG". كندا والولايات المتحدة المجاورة لهما استثناء، مع الحروف الأولى C و K تمثلان الأقاليم، على التوالي. آخر حرفين أو ثلاثة أحرف عادة ما يمثلوا اسم الموقع أو المطار.
- الرؤية، تقاس بالأمتار لمعظم المواقع في جميع أنحاء العالم، باستثناء الولايات المتحدة، حيث يكون نظام الأميال الأساسية محظورا.[10]
- رؤية الطرق، تقاس بالأمتار في العديد من المواقع في جميع أنحاء العالم، أو بالقدم (وحدة قياس) في الولايات المتحدة.[10]
- درجة الحرارة هي قياس الطاقة الحركية لعينة من مادة ما. درجة الحرارة هي خاصية فيزيائية فريدة من نوعها تحدد اتجاه تدفق الحرارة بين جسمين تم وضعهما في اتصال حراري. إذا لم يحدث تدفق للحرارة، إذا الجسمين لهما نفس درجة الحرارة؛[11] من ناحية أخرى فإن تدفقات الحرارة تأتي من الجسم الأسخن إلى الجسم الأبرد. درجة الحرارة، ضمن الأرصاد الجوية، تقاس باستخدام مقياس للحرارة معرض للهواء ولكن محمي من التعرض المباشر للطاقة الشمسية.[12] في معظم دول العالم، يستخدم مقياس الدرجة المئوية بالنسبة لمعظم أغراض قياس درجة الحرارة. ومع ذلك، فإن الولايات المتحدة هي البلد الرئيسي الأخير حيث مقياس درجة حرارة فهرنهايت يستخدم من قبل معظم الناس العاديين، والصناعة، والأرصاد الجوية المشهورة، والحكومة.[10] على الرغم من هذا، فإن تقارير METAR من الولايات المتحدة تبلغ أيضا عن درجة الحرارة وقطرة الندى في الدرجة المئوية.
- قطرة الندى هي جزء معين من درجة الحرارة تم طُرده من الهواء لأنه يجب أن يتم تبريده، في الضغط الجوي المستمر، لبخار الماء لتتكثف في الماء. الماء المكثف هو عبارة عن ندى. قطرة الندى هي قطرة التشبع. عندما تنخفض درجة حرارة قطرة الندى إلى درجة التجمد فإنها تسمى بالقطرة المتجمدة، في تلك الحالة لن ينتج بخار الماء ندى لكن بدلا من ذلك سيكون ثلج أو الصقيع المتجمد عن طريق الترسب.[13] ترتبط قطرة الندى مع الرطوبة النسبية. ارتفاع نسبة الرطوبة النسبية يشير إلى أن درجة التكثف هي أقرب إلى درجة حرارة الهواء الحالية. إذا كانت الرطوبة النسبية 100٪، ستساوي قطرة الندى درجة الحرارة الحالية. بالنظر إلى استمرار قطرة الندى، فإن الزيادة في درجات الحرارة ستؤدي إلى انخفاض في الرطوبة النسبية. في ضغط معين، بغض النظر عن درجة الحرارة، ستحدد قطرة الندى الرطوبة في الهواء. قطرة الندى هي رقم إحصائي مهم للطيارين في الطيران العام، كما أنه يستخدم لحساب احتمال وجود الجليد والضباب المكربن. عند استخدامها مع درجة حرارة الهواء، يمكن لمثل هذا الوضع أن يستخدم لتقدير ارتفاع الأكوام (الركامات)، أو الحمل الحراري، والسحب.[14]
- يتم تحديد الرياح باستخدام مقاييس شدة الرياح ودوارات الرياح، أو الطائرات، على موقع 10 أمتار (33 قدم) فوق مستوى سطح الأرض (AGL). يتم قياس متوسط سرعة الرياح باستخدام متوسط لمدة دقيقتين في الولايات المتحدة،[15] وعلى بعد 10 دقيقة في المتوسط في أماكن أخرى.[16] يتم قياس اتجاه الرياح باستخدام الدرجات، مع الشمال يمثل اتجاه الرياح حوالي 0 أو 360 درجة، مع تزايد القيم من 0 باتجاه عقارب الساعة من الشمال. هبوب الرياح يكون معروفا عندما يكون هناك اختلاف في سرعة الرياح بحوالي أكثر من 10 عقدة (5.1 م / ث) بين القمم وفترات التوقف خلال فترة تصنيف البيانات.[15]
- ضغط مستوى سطح البحر (SLP) هو الضغط عند مستوى سطح البحر أو (عند قياسها على ارتفاع معين على الأرض) ضغط المحطة منخفض إلى مستوى سطح البحر على افتراض طبقة تساوي الحرارة عند درجة حرارة المحطة. هذا هو الضغط المعين عادة في تقارير الطقس في الإذاعة والتلفزيون، والصحف أو على شبكة الإنترنت. عندما يتم تعيين مقاييس في المنزل لتتناسب مع تقارير الطقس المحلية، فإنها قياس الضغط منخفض بالنسبة إلى مستوى سطح البحر، وليس الضغط الجوي المحلي الفعلي. الانخفاض بالنسبة لمستوى سطح البحر يعني أن المعدل الطبيعي للتقلبات في الضغط هو نفسه للجميع. الضغوط التي تصنف إلى ضغط مرتفع أو ضغط منخفض لا تعتمد على الموقع الجغرافي.هذا يجعل الأيسوبارات على خريطة الطقس مجدية وأدوات مفيدة.[17]
- محيط مقياس الارتفاع هو مصطلح وكمية تستخدم في مجال الطيران. يسمى ضغط الجو الإقليمي أو المحلي على مستوى سطح البحر بمحيط مقياس الارتفاع، والضغط الذي سوف يفحص مقياس الارتفاع لإظهار الارتفاع فوق سطح الأرض في مطار QNH محدد.[18]
- الطقس الحالي يمثل القيود الحالية للرؤية أو وجود الرعد أو العواصف، وذكرت في الملاحظات لتشير إلى أي تهديدات محتملة أثناء الهبوط والإقلاع الطائرات من المطارات. تشمل الأنواع في ملاحظات الطقس السطحي هطول الأمطار، الظلام، وغيرها من الظواهر الجوية مثل الظواهر المتطورة مثل دوامة الغبار / الرمال، العواصف، والنشاط الإعصاري والعواصف الرملية والرماد البركاني، والعواصف الترابية.[19]
- يتم قياس كثافة هطول الأمطار في المقام الأول لاهتمامات الأرصاد الجوية. ومع ذلك، مكن أن يكون مصدر قلق للطيران وهطول الأمطار الغزيرة يمكن أن تحد من الرؤية. أيضا، كثافة الأمطار المتجمدة يمكنها تحديد مدى خطورتها للطيارين للطيران بالقرب من مواقع مؤكدة لأنه يمكن أن يكون خطرا على متن الطائرة بإيداع الجليد على جناحي الطائرة، التي يمكن أن تكون ضارة للطيران.[20]
- كمية الهطول فوق 1، 3، 6 أو 24 ساعة الماضية هي ذات أهمية خاصة لخبراء الأرصاد الجوية في التحقق من كميات توقعات هطول الأمطار وتحديد محطة كمية البيانات المناخية.
- سقوط الثلج خلال ال6 ساعات الماضية تم اتخاذه لاهتمامات الأرصاد الجوية والمناخية. ومع ذلك، يمكن أيضا أن تكون مذكورة كل ساعة باستخدام خاصية «سنوينسر» وهي تصريحات لتوفير المعلومات الفنية الميدانية الجوية على عدد المرات التي يجب أن فيها أن يتم حرث الثلج من الطرق والممرات.
- يقاس عمق الثلج من أجل هتمامات الأرصاد الجوية والمناخية مرة واحدة في اليوم. ومع ذلك، خلال فترات تساقط الثلوج، فإن عمق الثلج يقاس كل ست ساعات لتحديد كمية تساقط الثلوج في الآونة الأخيرة.[21]

### مثال على أرصاد الطقس السطحي (METAR)
METAR LBBG 041600Z 12003MPS 310V290 1400 R04 / R22 P1500N / P1500U + SN BKN022 OVC050 M04 / M07 Q1020 NOSIG 9949 // 91=
محطات الطقس الشخصية، التي يحتفظ بها المواطنون بدلا من المسؤولين الحكوميين، تتميز بعدم استخدام كود METAR. يسمح البرنامج للمعلومات بالتنقل إلى مواقع مختلفة، مثل الطقس في مترو الأنفاق على مستوى العالم،  أو (CWOP) داخل الولايات المتحدة، والتي يمكن استخدامها من قبل منظمات الأرصاد الجوية المناسبة سواء في تشخيص ظروف الوقت الحقيقي، أو أن تستخدم في نماذج توقعات الطقس.

## استخدام خرائط الطقس

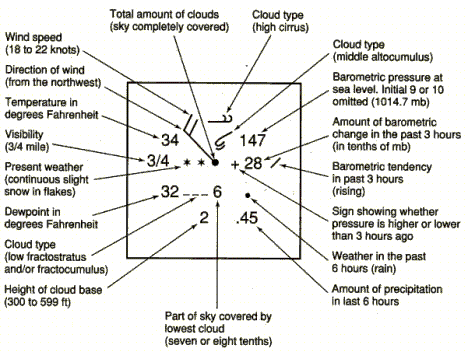
نموذج للمحطة التي تستخدم في خرائط الطقس السطحي

يتم نقل البيانات التي تم جمعها من قبل كود المواقع الأرضية في (METAR) في جميع أنحاء العالم عن طريق خطوط الهاتف أو التكنولوجيا اللاسلكية. ضمن منظمات الأرصاد الجوية العديدة من الدول، يتم رسم هذه البيانات على خريطة الطقس باستخدام نموذج المحطة. نموذج المحطة هو توضيح رمزي يبين الأحوال الجوية التي تحدث في محطة تقارير معينة. خلق خبراء الارصاد الجوية نموذج المحطة لرسم عدد من عناصر الطقس في مساحة صغيرة على خرائط الطقس. الخرائط المليئة بمحطات الأراضي العديدة يمكن أن يكون من الصعب قراءتها، لكنها تسمح لخبراء الأرصاد الجوية والطيارين، والملاحين بمعرفة أنماط الطقس الهامة.
تستخدم خرائط الطقس لعرض معلومات تظهر بسرعة تحليل كميات الأرصاد الجوية المختلفة على مستويات مختلفة من الغلاف الجوي، في هذه الحالة (الطبقة السطحية). الخرائط التي تحتوي على دعم نماذج المحطة في رسم الأيسوثرم، الذي يحدد بسهولة أكبر تدرجات درجة الحرارة،  ويمكن أن تساعد في موقع الواجهات الهوائية. تظهر النظم ثنائية الأبعاد المبنية على أساس سرعات الرياح، مجالات التقارب والتباعد في مجال طاقة الرياح، والتي هي مفيدة في تحديد موقع لخصائص خلال نمط الرياح. نوع مألوف من خريطة الطقس السطحي هو تحليل الطقس السطحي، حيث تضعف من قدرة الأيسوبار على تصوير مناطق الضغط المرتفع والضغط المنخفض.

## تقارير السفن والعوامة

أشكال وأحجام مختلفة للعوامات

لأكثر من قرن، وردت تقارير من محيطات العالم في الوقت الحقيقي لأسباب تتعلق بالسلامة والمساعدة في التنبؤ بالطقس العام. تصنف التقارير باستخدام رمز إجمالي، ونقلت عبر الإذاعة أو الأقمار الصناعية لمنظمات الطقس في جميع أنحاء العالم. تقاريرالعوامة عبارة عن تفارير آلية، وتحتفظ بها الدولة التي ترسي العوامة في هذا الموقع. وتستخدم العوامات الراسية الأكبر بالقرب من الشاطئ، في حين يتم استخدام عوامات الانجراف الأصغر أبعد في عرض البحر.
نظرا لأهمية تقارير سطح المحيط، تم وضع برنامج سفينة المراقبة التطوعي، والمعروف باسم (VOS)، تم إنشائُها لتدريب الطواقم على كيفية اتخاذ أرصاد الطقس بينما يكونوا في البحر، وأيضا لمعايرة أجهزة استشعار الطقس المستخدمة على متن السفن عند وصولها إلى الميناء، مثل مقاييس الضغط الجوي ومقاييس الحرارة (الترمومترات).
لا يزال يستخدم مقياس بوفورت بشكل رئيسي لتحديد سرعة الرياح من المراقبين اليدويين في عرض البحر. يوجد بالسفن مع مقاييس شدة الرياح مشاكل مع تحديد سرعات الرياح بسبب انسداد الآلات بزيادة البحار العالية.

## استخدام في إنشاء مناخ لموقع ما
يعرف المناخ، (من اليونانية القديمة كليما) عادة باسم متوسط الطقس على مدى فترة طويلة من الزمن. معدل متوسط الفترة هو 30 عاما لموقع فردي، ولكن يمكن استخدام فترات أخرى. ويشمل المناخ الإحصاءات الأخرى من المتوسط، مثل المقادير من يوم إلى يوم أو الاختلافات من سنة إلى سنة. الجدول الحكومي الدولي لتغير المناخ (IPCC) تعريف المصطلحات هو:
يتم تعريف المناخ بالمعنى الضيق عادة باسم «الطقس المتوسط» أو بمزيد من الدقة، كما وصف الإحصائي من حيث المتوسط وتقلبية المقادير ذات الصلة على مدى فترة زمنية تتراوح بين أشهر لآلاف أو ملايين السنين. الفترة الكلاسيكية هي 30 عاما، كما هو محدد من قبل المنظمة العالمية للأرصاد الجوية (WMO). هذه الكميات هي الأكثر وغالبا ما تظهر المتغيرات مثل درجة الحرارة وهطول الأمطار، والرياح. المناخ بمعنى أوسع يتمثل في الحالة، بما في ذلك الوصف الإحصائي، من النظام المناخي.
أفضل تلخيص للفرق الرئيسي بين المناخ والطقس اليومي هو العبارة المشهورة «المناخ هو ما تتوقعه، والطقس هو ما تحصل عليه». وبمرور الوقت التاريخي يمتد هناك عدد من المتغيرات الثابتة التي تحدد المناخ، بما في ذلك: خط العرض والارتفاع، ونسبة الأرض إلى الماء، وقربها من المحيطات والجبال. درجة الغطاء النباتي تؤثر على امتصاص حرارة الشمس، واحتباس الماء، وهطول الأمطار على المستوى الإقليمي.

## وصلات خارجية
- Daily Surface Weather and Climatological Summaries (Daymet)[وصلة مكسورة]